# Exochoderes
Exochoderes is een geslacht van rechtvleugeligen uit de familie veldsprinkhanen (Acrididae). De wetenschappelijke naam van dit geslacht is voor het eerst geldig gepubliceerd in 1882 door Bolívar.

## Soorten
Het geslacht Exochoderes  is monotypisch en omvat slechts de volgende soort:
- Exochoderes aurantiacus (Bolívar, 1882)